# Film indiani proposti per l'Oscar al miglior film straniero
Nel corso degli anni, alcuni film indiani sono stati candidati al Premio Oscar nella categoria miglior film straniero.
I film indiani hanno ricevuto tre nomination, ma nessuna di queste si è concretizzata con il premio Oscar.
| Anno | Film                                         | Regia                   | Risultato     |
| ---- | -------------------------------------------- | ----------------------- | ------------- |
| 1958 | Madre India (Mother India)                   | Mehboob Khan            | Candidato     |
| 1959 | Madhumati                                    | Bimal Roy               | Non candidato |
| 1960 | Il mondo di Apu (Apur sansār)                | Satyajit Ray            | Non candidato |
| 1963 | Sahib Bibi Aur Ghulam                        | Abrar Alvi              | Non candidato |
| 1964 | La grande città (Mahanagar)                  | Satyajit Ray            | Non candidato |
| 1966 | Guide                                        | Vijay Anand             | Non candidato |
| 1967 | Amrapali                                     | Lekh Tandon             | Non candidato |
| 1968 | Aakhri Khat                                  | Chetan Anand            | Non candidato |
| 1969 | Majhli Didi                                  | Hrishikesh Mukherjee    | Non candidato |
| 1970 | Deiva Magan                                  | A. C. Tirulokchandar    | Non candidato |
| 1972 | Reshma Aur Shera                             | Sunil Dutt              | Non candidato |
| 1973 | Uphaar                                       | Sudhendu Roy            | Non candidato |
| 1974 | Saudagar                                     | Sudhendu Roy            | Non candidato |
| 1975 | Garam Hawa                                   | M. S. Sathyu            | Non candidato |
| 1978 | Manthan                                      | Shyam Benegal           | Non candidato |
| 1979 | I giocatori di scacchi (Shatranj Ke Khilari) | Satyajit Ray            | Non candidato |
| 1981 | Payal Ki Jhankaar                            | Satyen Bose             | Non candidato |
| 1985 | Saaransh                                     | Mahesh Bhatt            | Non candidato |
| 1986 | Saagar                                       | Ramesh Sippy            | Non candidato |
| 1987 | Swati Mutyam                                 | Kasinadhuni Viswanath   | Non candidato |
| 1988 | Nayakan                                      | Mani Ratnam             | Non candidato |
| 1989 | Salaam Bombay!                               | Mira Nair               | Candidato     |
| 1990 | Parinda                                      | Vidhu Vinod Chopra      | Non candidato |
| 1991 | Anjali                                       | Mani Ratnam             | Non candidato |
| 1992 | Henna                                        | Randhir Kapoor          | Non candidato |
| 1993 | Thevar Magan                                 | Bharathan               | Non candidato |
| 1994 | Rudaali                                      | Kalpana Lajmi           | Non candidato |
| 1995 | Bandit Queen                                 | Shekhar Kapur           | Non candidato |
| 1996 | Kuruthipunal                                 | P. C. Sreeram           | Non candidato |
| 1997 | Indian                                       | S. Shankar              | Non candidato |
| 1998 | Guru                                         | Rajiv Anchal            | Non candidato |
| 1999 | Jeans                                        | S. Shankarl             | Non candidato |
| 2000 | Earth                                        | Deepa Mehta             | Non candidato |
| 2001 | Hey Ram                                      | Kamal Haasan            | Non candidato |
| 2002 | Lagaan                                       | Ashutosh Gowariker      | Candidato     |
| 2003 | Devdas                                       | Sanjay Leela Bhansali   | Non candidato |
| 2005 | Shwaas                                       | Sandeep Sawant          | Non candidato |
| 2006 | Paheli                                       | Amol Palekar            | Non candidato |
| 2007 | Rang De Basanti                              | Rakeysh Omprakash Mehra | Non candidato |
| 2008 | Eklavya: The Royal Guard                     | Vidhu Vinod Chopra      | Non candidato |
| 2009 | Stelle sulla terra (Taare Zameen Par)        | Aamir Khan              | Non candidato |
| 2010 | Harishchandrachi Factory                     | Paresh Mokashi          | Non candidato |
| 2011 | Peepli Live                                  | Anusha Rizvi            | Non candidato |
| 2012 | Adaminte Makan Abu                           | Salim Ahamed            | Non candidato |
| 2013 | Barfi!                                       | Anurag Basu             | Non candidato |
| 2014 | The Good Road                                | Gyan Correa             | Non candidato |
| 2015 | Liar's Dice                                  | Geetu Mohandas          | Non candidato |
| 2016 | Court                                        | Chaitanya Tamhane       | Non candidato |
| 2017 | Visaranai                                    | Vetrimaaran             | Non candidato |
| 2018 | Newton                                       | Amit V Masurkar         | Non candidato |
| 2019 | Village Rockstars                            | Rima Das                | Non candidato |
| 2020 | Gully Boy                                    | Zoya Akhtar             | Non candidato |
| 2021 | Jallikattu                                   | Lijo Jose Pellissery    | Non candidato |
| 2022 | Koozhangal                                   | P.S. Vinothraj          | Non candidato |
| 2023 | Last Film Show                               | Pan Nalin               | Short-list    |
| 2024 | Laapataa Ladies                              | Kiran Rao               | Non candidato |

| Non candidato | Il film è stato proposto per la candidatura, ma non è stato selezionato dall'Academy of Motion Picture Arts and Sciences. |
| Short-list    | Il film è entrato nella "short-list" stilata a gennaio dei nove candidati per l'Oscar al miglior film straniero.          |
| Candidato     | Il film è entrato a far parte dei cinque candidati per l'Oscar al miglior film straniero.                                 |
| Vincitore     | Il film ha vinto l'Oscar al miglior film straniero.                                                                       |